# Zumbrota
Zumbrota és una població dels Estats Units a l'estat de Minnesota. Segons el cens del 2000 tenia 2.789 habitants.

## Demografia
Segons el cens del 2000, Zumbrota tenia 2.789 habitants, 1.141 habitatges, i 741 famílies. La densitat de població era de 546,6 habitants per km².
Dels 1.141 habitatges en un 32,9% hi vivien nens de menys de 18 anys, en un 54,4% hi vivien parelles casades, en un 7,9% dones solteres, i en un 35% no eren unitats familiars. En el 31,5% dels habitatges hi vivien persones soles el 16,1% de les quals corresponia a persones de 65 anys o més que vivien soles. El nombre mitjà de persones vivint en cada habitatge era de 2,4 i el nombre mitjà de persones que vivien en cada família era de 3,04.
Per edats la població es repartia de la següent manera: un 26,6% tenia menys de 18 anys, un 7,2% entre 18 i 24, un 29,4% entre 25 i 44, un 18,5% de 45 a 60 i un 18,3% 65 anys o més.
L'edat mediana era de 37 anys. Per cada 100 dones de 18 o més anys hi havia 85,8 homes.
La renda mediana per habitatge era de 41.678 $ i la renda mediana per família de 53.750 $. Els homes tenien una renda mediana de 34.821 $ mentre que les dones 25.647 $. La renda per capita de la població era de 22.786 $. Entorn del 6,6% de les famílies i el 8% de la població estaven per davall del llindar de pobresa.

## Poblacions més properes
El següent diagrama mostra les poblacions més properes.